# الربع الخالي
الرُّبع الخالي أكبر صحراء رملية (متّصلة) في العالم، وهي جزء من الصحراء العربية رابع أكبر صحراء في العالم. وتحتل الثلث الجنوبي الشرقي من شبه الجزيرة العربية، ويتجزء الربع الخالي حالياً بين أربع دول هي السعودية واليمن وعُمان والإمارات، ويقع الجزء الأعظم منه داخل الأراضي السعودية. تبلغ مساحتها 430,000 كيلو متر مربع، وتمثل 67,7% من مجمل التجمعات الرملية في المملكة، فتمتد ألف كيلو متر طولاً وخمس مائة كيلو متر عرضاً. وترتفع فيها كثبان رملية ثلاث مائة متر وتتحرك باستمرار جاعلة الربع الخالي منعدم المعالم الثابتة.
كانت أول رحلة موثقة لرحالة غربي إلى الربع الخالي كانت تلك التي قام بها برترام ثوماس عام 1931 وجون فيلبي عام 1932.
سمّاها ياقوت الحموي (575 ـ 626 هـ، 1179 ـ 1228م) واحة يبرين نسبة إِلى الواحة الواقعة في أطرافها الشمالية. وتقول العرب في وصف الكثرة: مثل رمل يبرين، يريدون رمل هذه الصحراء.
وعلى الرغم من قسوة البيئة الطبيعية في هذه المنطقة وخلوّها من النشاط البشري، إلا أنها تزخر بثروات ضخمة من النفط والغاز الطبيعي والمعادن المشعة والرمال الزجاجية والطاقة الشمسية. وهي لم تعد خالية كما يوحي اسمها بذلك، إذ تنتشر فيها مراكز ومحطات شركة النفط الوطنية وتجوب الطائرات والسيارات سماءها وأرضها منقبة عن مدخراتها المعدنية.

## جغرافية الربع الخالي
وتمتد صحراء الربع الخالي من خط الطول 45° شرقًا إلى خط الطول 56° شرقًا أي حوالي 1,200 كم. وتمتد من خط العرض 16° شمالاً إلى 23° شمالاً، أي حوالي 640 كم في أقصى اتساع لها. وتبلغ مساحتها 640,000 كم² تقريبًا.
وتغطي صحراء الربع الخالي كثبان رملية بعضها متحرك وبعضها ثابت، وبعضها على شكل حدوة الحصان وبعضها قبابي الشكل، وبعضها طولي الشكل يُسمى العروق
. وهذه الكثبان الرملية أكثر ارتفاعًا في الغرب (1500 قدم) منها في الشرق (500 قدم)، وفي الجنوب الغربي (2000 قدم) منها في الشمال (1500 قدم).

## المناخ
مناخ الربع الخالي قاري حار جداً في الصيف وبارد في الشتاء، والأمطار قليلة وتكاد تندر وتهب العواصف الرملية على مدار السنة وتتراوح درجات الحرارة العظمى في الصيف 40 إلى 50 c وأحياناً تصل إلى فوق 60 c والصغرى في الشتاء من 7 c إلى أقل من الصفر.

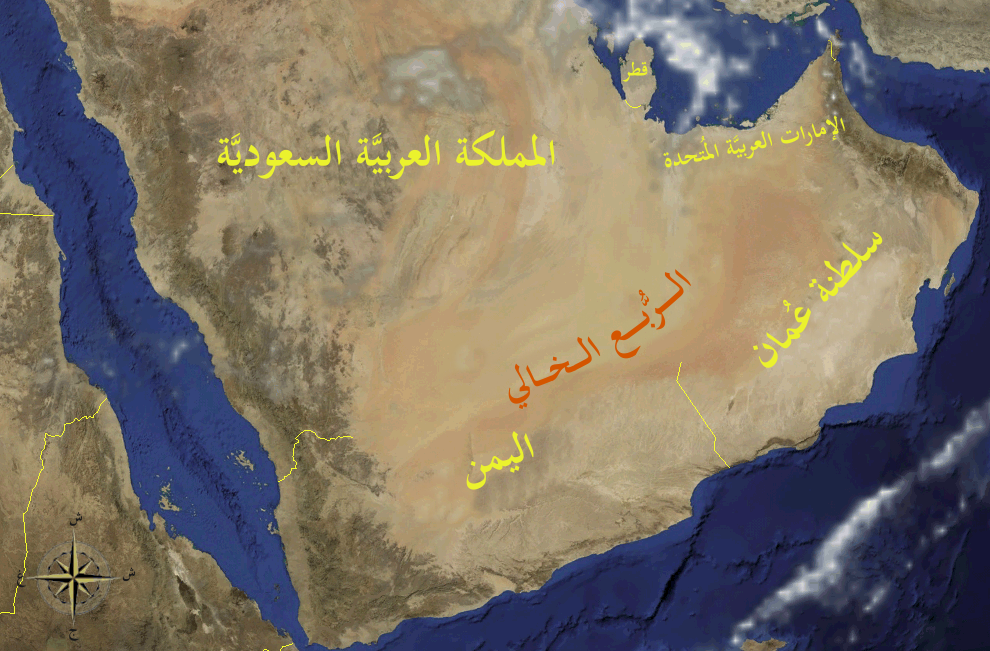
موقع صحراء الربع الخالي في شبة الجزيرة العربية باللون الأحمر

## الحياة الفطرية
يمكن أن تعد الصحراء المكان ذو الظروف المناخية الأصعب في العالم. ولكن وككل مكان آخر تقريباً، تدب الحياة في أرجائها. فالعنكبوتيات والقوارض والحياة النباتية، وبعض الحيوانات كالجرابيع والأرانب والطيور المهاجرة كالحباري والكراوين والقميري والدخل، والزواحف مثل الضب والأفاعي تعيش في أرجاء الربع الخالي. وهي محمية من الصيد من قبل الدولة وتم إنشاء محمية عروق بني معارض لإعادة توطين المها الوضيحي والظباء والغزلان والنعام في مواطنها الطبيعية التي انقرضت منها بسبب الصيد الجائر بعد انتشار البنادق وضعف الوعي الإجتماعي قديماً وكذلك إعادة تأهيل البيئة بالنباتات البرية التي تقلصت بسبب الرعي المكثف مثل الأرطا والغضا والمرخ وأشجار الأكاسيا المستوطنة مثل السمر وغيره وتطويرها كمنطقة مناخية، يقع الربع الخالي ضمن الصحراء العربية والصحراوية العربية القاحلة ومناطق الشجيرات. كما تنمو في الربع الخالي بعض من الشجيرات والأعشاب خصوصاً في وقت الربيع. وبسبب كون الربع الخالي مصب أودية نجد واودية نجران وبعض أودية عسير الشرقية واليمن وعمان، فإن هناك اعتقاد واسع بوجود مخزون كبير من المياه تحت رماله.

## تاريخ الربع الخالي
صحراء واسعة كانت تسمى قديما صيهد ووبار فصيهد جنوبها ووبار شمالها وتسمى الرملة العربية ورملة يام واصطلح على تسميتها الربع الخالي بعد قدوم المستشرقين الذين كانوا يجوبون مجاهيل تلك الرمال العظيمة يبحثون وينقبون حيث أن لها تاريخ ضارب في القدم لأنه يسود اعتقاد لدى عدد من علماء الآثار بأن حضارة عاد الضاربة في القدم والتي وصفها القرآن الكريم (إرم ذات العماد، التي لم يخلق مثلها في البلاد) مدفونة تحت رمال هذه الصحراء غير أنّها لم تجد من يكتشفها.
- ازداد التصحر فيها خلال الألفية الأخيرة. وقبل أن يجعل التصحر مرور القوافل عبر الربع الخالي صعباً للغاية، عبرت قوافل تجارة البخور عبر طرق ومسافات أصبحت اليوم أرضاً قاحلة والمرور بها اليوم شبه مستحيل، وذلك حتى عام 300م؛ فمثلاً مدينة عبار (التي يعتقد أنها إرم ذات العماد) المفقودة، والتي اعتمدت على مثل هذه التجارة.
- ويعتبر حقل الشيبة من أكبر الحقول النفطية في السعودية ويقع حوالي 40 كيلومتراً في الطرف الشمالي من الربع الخالي.

## جيولوجية الربع الخالي
جيولوجيًا، يعتبر الربع الخالي من أكثر مناطق العالم غنى بالنفط. مخزون هائل من النفط تم اكتشافه تحت الرمال؛ حقل شيبة، في وسط الصحراء، هو موقع إنتاج رئيسي للنفط العربي الخفيف في السعودية، وكذلك حقل الغوار، الذي يصنف أكبر حقل نفط في العالم، يمتد ليصل جنوبه الأجزاء الشمالية من الربع الخالي.
وقد تبين من حفر الآبار الاختبارية في شرق وجنوب شرق صحراء الربع الخالي أن المياه توجد بكثرة في تكوينات الأيوسين الجيرية وهي نفس الطبقات الحاملة للمياه في إقليم الأحساء.

## المواقع الأثرية في الربع الخالي
- آبار خطمة.
- الكناور.
- آثار خشم العان.
- مدافن الظهرة.
- الفاو.
- نيزك الوبر.
- جنوب المنبطحات.
- فوهة الكدن. [5]

## معرض الصور

كتاب الرمال العربية طبع عام 1950
كتاب الرمال العربية طبع عام 1959
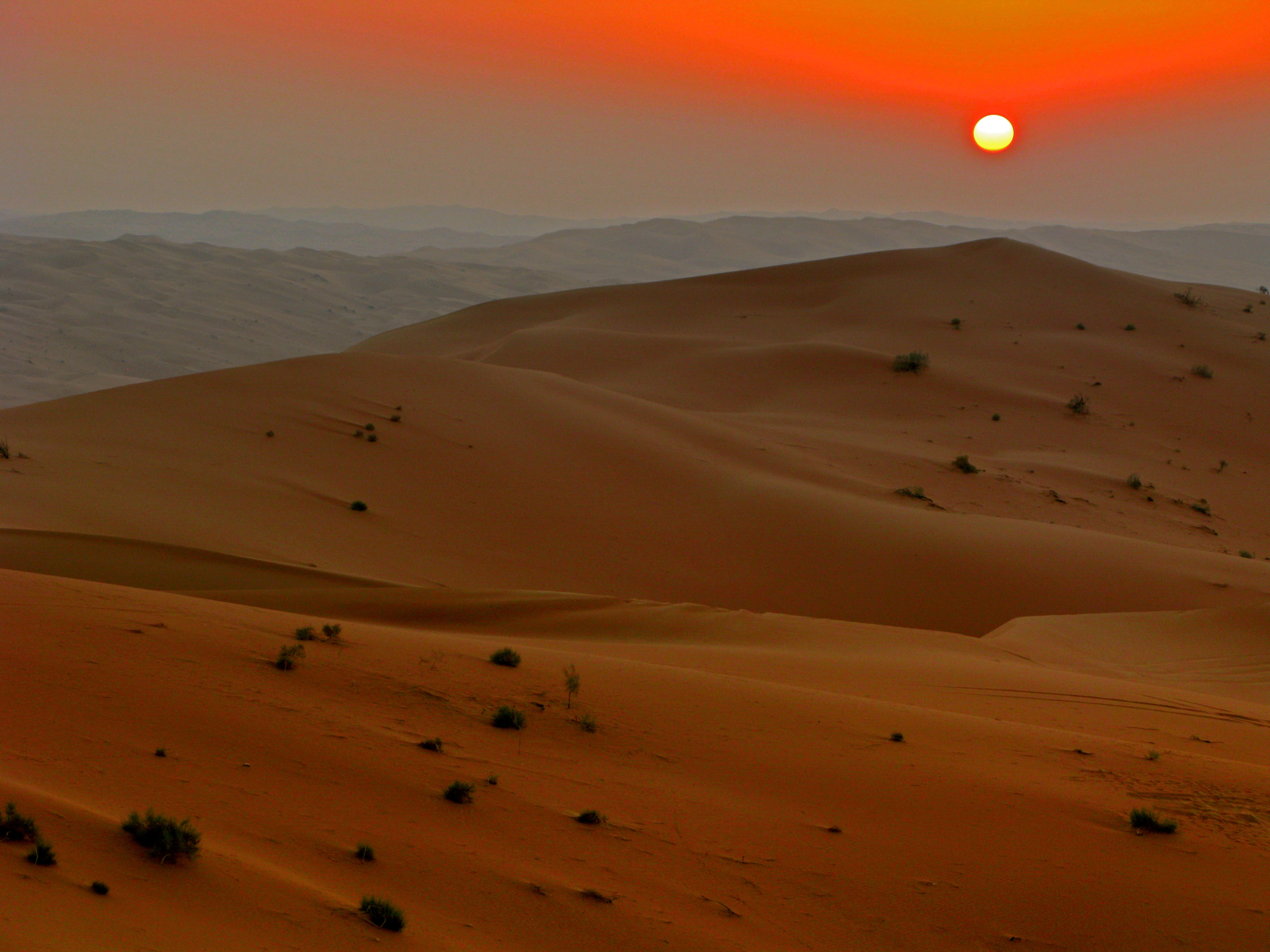
غروب الشمس كما تبدو في الربع الخالي
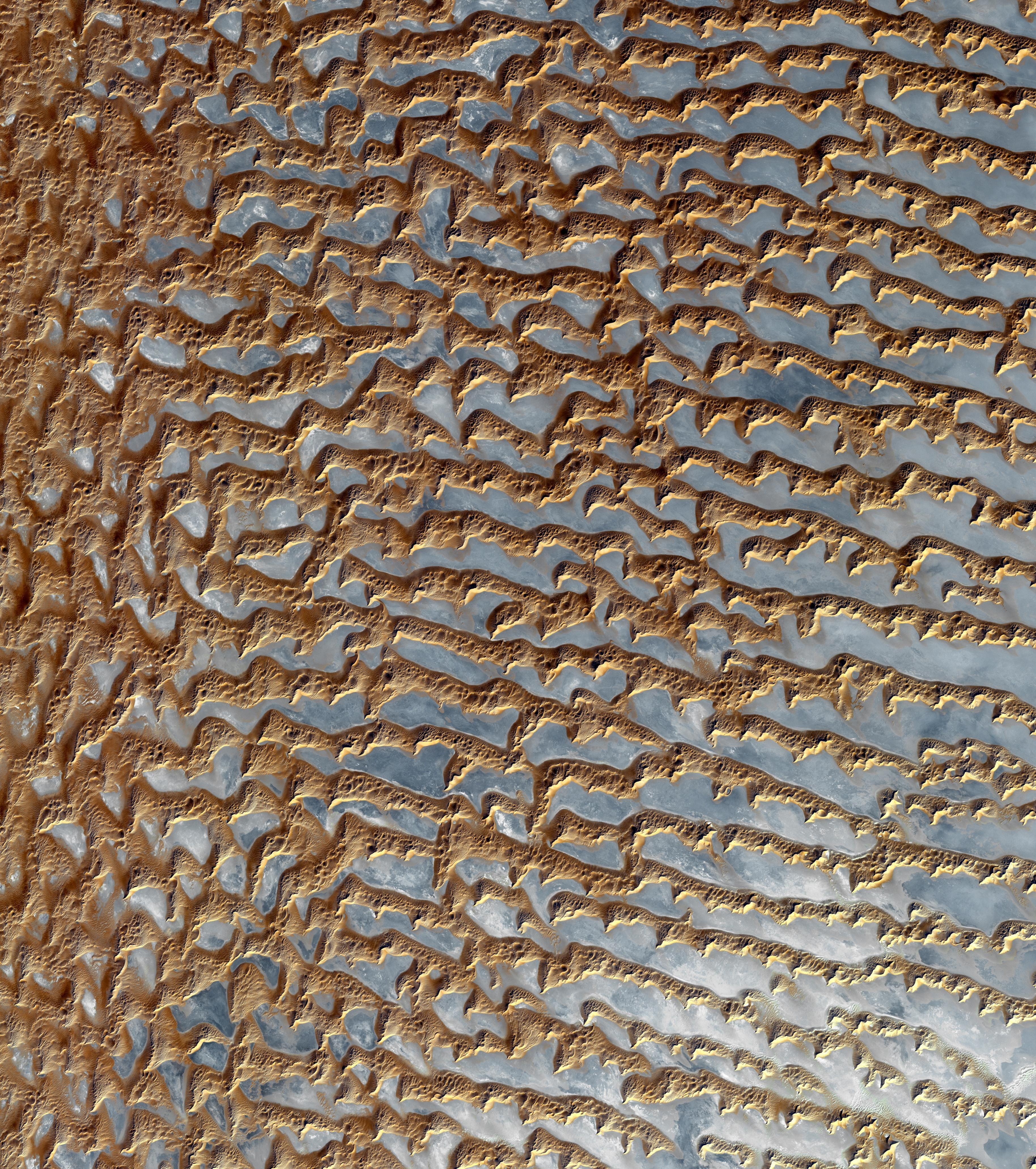
صورة ساتليَّة للرُبع الخالي

## وصلات خارجية
- فلم وثائقي عن صحراء الربع الخالي.